# Marcela Guerrero Campos
Marcela Maritza Guerrero Campos (San José, 25 de diciembre de 1970) es una economista, politóloga y política costarricense. Exdiputada por el tercer lugar de la provincia de San José en la Asamblea Legislativa para el período 2014-2018 nombrada es Presidenta Ejecutiva del Instituto de Fomento y Asesoría Municipal ejerciendo el cargo del 8 de mayo de 2018 hasta su renuncia, el 21 de diciembre de 2020 debido a que asumió el cargo de Ministra de la Condición de la Mujer y Presidenta Ejecutiva del Instituto Nacional de las Mujeres, cargo que ocupó hasta el 8 de mayo de 2022. Actualmente es activista y consultora internacional.  
Guerrero ostenta el bachillerato en Ciencias Políticas de la Universidad de Costa Rica, Maestría en Desarrollo Económico de la Universidad Nacional y un Diplomado en Energía y Cambio Climático de la Universidad para la Paz Miembro del Partido Acción Ciudadana, Guerrero ejerció como vicepresidenta del mismo así como asesora parlamentaria del entonces diputado Juan Carlos Mendoza (período 2010-2014). Ejerció como Vicepresidenta del Congreso tras la elección del directorio en 2014. Guerrero es la redactora del Proyecto de Ley de Incentivos y Promoción para el transporte eléctrico, proyecto que fue aprobado y hoy en día es Ley de la República. Dio un apoyo notorio a proyectos como la Ley de Bienestar Animal, Ley de Uniones de Hecho para parejas del mismo sexo.
En las elecciones primarias del Partido Acción Ciudadana del 2017, apoyo al precandidato y actual candidato del mismo partido, a Carlos Alvarado Quesada; para las Elecciones presidenciales de Costa Rica de 2018. Hoy Carlos Alvarado Quesada es el presidente de la República de Costa Rica.